# Миливоје Савић
Миливоје Савић рођен је 23. јануара 1920. године у планинском селу Надрљу, Левач.

## Биографија
Потиче из напредне пољопривредне породице. Четири разреда основне школе завршио је у родном Надрљу. После завршетка Другог светског рата Савић завршава књиговодствени курс у Параћину и запошљава се у пољопривредној задрузи у свом селу на пословима књиговође. Упоредо са радом завршава ванредно средњу пољопривредну школу у Рековцу.

## Рад у области културе
Миливоје Савић је један од већих чувара и сакупљача народне баштине левачког краја.
Пуних 50 година сакупља и записује изворне песме, игре, обичаје, приче, шале, изреке, загонетке и пословице. Записује нарави људи свог родног краја. Захваљујући раду Савића, левачке игре и песме могу се видети и чути на позорницама широм Србије и на свим српским народним саборима.
Оснивач је Културно-уметничког друштва "Левачки мелос", у Надрљу, које је искључиво неговало изворну музику и песму овог краја. Био је руководилац оркестра КУД-а "Левачки мелос", где је свирао тамбурицу прим, али је знао да свира на виолини и фрули. Написао је велики број народних песама за које и компоновао музику. Најпознатија је "На извору Лугомира". Бавио се и писањем уметничких песама у којима је опевао свој крај, догађаје из рата и дане младости.

## Рад на прикупљању историјске грађе
Писао је о историји Левча, посебно Каленићу, и хронику села Надрља. Због недостатка средстава за штампање то је остало у рукопису.

## Објављени чланци
Његове приче, шале, изреке, загонетке, пословице, које је сакупио штампане су у часопису "Расковник", листу "Нови Пут", Зборнику младих истраживача "Полет" из Крагујевца, у књизи "Левачке народне умотворине" и другим часописима и листовима. О Левачким играма, песмама и обичајима, снимљена је 1973. године посебна емисија у Надрљу под називом "Трагом Мелографа"

## Награде
Добитник је више признања и награда међу којима су најзначајнији Орден рада са сребрним венцем, Златна значка КПЗ Србије, октобарска награда општине Рековац и др.
Умро је 26. августа 1997. године и сахрањен на гробљу у родном селу Надрљу. За све што је учинио на сакупљању и чувању народне баштине Левча, Миливоје Савић заслужује да се уврсти у ред знаменитих Левчана".